# イトーヨーカドー船橋店
イトーヨーカドー船橋店（イトーヨーカドーふなばしてん）は、千葉県船橋市本町にある「船橋ツインビル」で営業する総合スーパー。

## 概要
国鉄（現・JR東日本）船橋駅北口に、船橋駅北口第二地区市街地再開発組合が事業主となり、駅周辺の再開発の一環として建設された「船橋ツインビル」に核テナントとして出店した。ビルは、東館（地下2階・地上6階）、西館（地下2階・地上7階）のツインに分かれ、ペデストリアンデッキ、プロムナード渡り廊下で形成され、船橋駅とは直結しており、交通の混雑緩和、安全性の確保が図られている。
オープン時イトーヨーカ堂では、東館を女の館、西館を男の館という考え方で分けて使い、船橋店は、同社のドル箱店舗といわれた津田沼店（2024年9月閉店）に次ぐような大きな売場面積をもった屈指の店舗として開店。子供図書館や住宅相談コーナー、育児相談コーナーなども設置した。商圏は、総武線の北側を中心に、東側は東船橋まで、北側は鎌ケ谷までというように、半円形に想定されていたが、これは東側では津田沼店の西側商圏と重なり、北側では鎌ヶ谷店（現・ヨークフーズ鎌ヶ谷店）の商圏とダブっていた。
なお、船橋駅南口では、1967年9月にオープンし、のちにセブン＆アイグループ傘下となった西武船橋店が営業していたが、2018年2月28日を以ってクローズしている。

## 沿革
- 1981年（昭和56年）10月1日 - 開業[2]。
- 2002年（平成14年）2月22日 - ユニクロが開店[5]。
- 2018年（平成30年）
  - 11月2日 - ロフト、ABCマート、無印良品、ダイソーが開店[6][7][8]。
  - 11月30日 - 洋服の青山が開店[9]。
- 2019年（平成31年）2月22日 - フードコート「SHIP TERRACE（シップテラス）」が西館1階にオープン[10]。
- 2021年（令和3年）
  - 1月7日 - ユニクロが閉店[11][12]。
  - 4月28日 - ジーユーがユニクロ跡地に開店[13][14]。
- 2022年（令和4年）3月1日 - 閉店時間が21:00に変更。

## テナント
主なテナントは、ロフト、ABCマート、洋服の青山、ジーユー、無印良品、ダイソー。このほか、銀行、スポーツクラブ、クリニックも入居。
| 階      | 西館               | 東館                           |
| ------- | ------------------ | ------------------------------ |
| 7階     | カルチャーのフロア |                                |
| 6階     | 商事のフロア       | 医療モールのフロア             |
| 5階     | 飲食店街           | 趣味のフロア                   |
| 4階     | 専門店のフロア     | 暮らしのフロア                 |
| 3階     | 専門店のフロア     | ファッションのフロア           |
| 2階     | 専門店のフロア     | ファッションのフロア           |
| 1階     | フードコート       | 薬品と化粧品・生活雑貨のフロア |
| 地下1階 | 食品のフロア       | 食品のフロア                   |
| 地下2階 | 地下駐車場         | 地下駐車場                     |

### 過去に入居していた主なテナント
- ユニクロ（2002年2月22日開店[5] - 2021年1月7日閉店[11][12]）
- いきなりステーキ（2019年2月22日開店[15] - 2020年9月27日閉店[16][17]）